# Yafc
Yafc, Yet Another FTP Client, är en textbaserad FTP-klient som är utvecklad under och för GNU/Linux. Yafc är fri programvara licensierad under GNU GPL.
Portar för *BSD och Mac OS finns också tillgängliga.